# Mackan
Mackan är en svensk dramafilm från 1977 med manus och regi av Birgitta Svensson. Filmen producerades av Hans Iveberg och Per Berglund. I huvudrollerna ses Maria Andersson och Kåre Mölder. Filmen var tillåten från 15 år.
Mackan fick 1978 utmärkelsen Svenska Filminstitutets kvalitetsbidrag.

## Handling
Mackan heter egentligen Margareta. Hennes far är anställd vid SJ och familjen flyttar ofta. I en mindre stad träffar hon stans häftigaste kille och tycke uppstår. 

## Om filmen
Filmen hade premiär den 19 december 1977 på biograferna Spegeln vid Birger Jarlsgatan i Stockholm och på Camera i Täby centrum. Exteriören spelades in i Söderhamn.
Mackan har visats i SVT, bland annat 1979, 1991 och 2004.

## Roller
- Maria Andersson – Margareta, "Mackan"
- Kåre Mölder – Kennet Nilsson
- Franciska von Koch – Gudrun Olsson
- Hans Jonsson – Lången
- Tomas Norström – Roffe
- Carmilla Floyd – Mackans syster
- Ulla Blomstrand – Kerstin, Mackans mamma
- Willie Andréason – Sven, Mackans pappa
- Margit Carlqvist – Gudruns mamma
- Marianne Aminoff – fransklärarinna
- Per Flygare – mattelärare
- Palle Granditsky – konfirmationsprästen
- Sonja Höök – Tina
- Gunilla Lidberg – Kicki
- Aurora Mauroy – gymnastiklärarinna
- Madeleine Richter – svensklärarinna
- Pia Stagg – Eva
- Nils Brandt – Gudruns pappa
- Fillie Lyckow – Kennets adoptivmamma
- Wallis Grahn – Märta, vän i Mackans familj
- Pia Garde – sjuksköterska
- Rose Lagercrantz – sjuksköterska
- Bernt Lundquist – Märtas man
- Thore Segelström – stinsen
- Gunnel Wadner – stinsens fru
- Håkan Jonson – Kongo-Kalle
- Barbro Hiort af Ornäs – skolkökslärarinnan
- Fabrizio Pollo – förste mopedkillen
- Mats Hammarin – andre mopedkillen
- Gösta Engström – en knutte
- Thomas Friborn
- Jan Waldekranz
- Klas Östergren